# Îles Pender
Pour l’article homonyme, voir Île Pender.

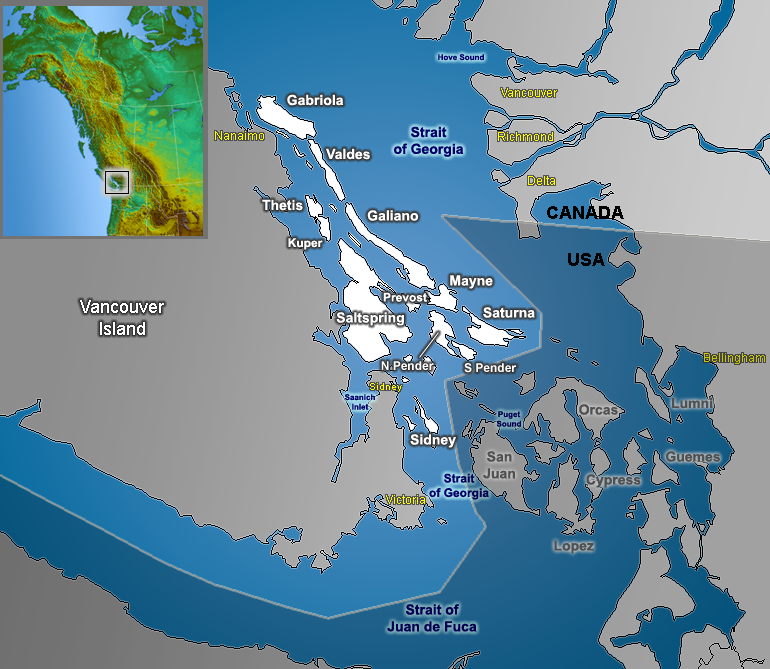
Les îles Gulf comprenant les îles Pender

Les îles Pender sont des îles appartenant aux îles Gulf dans le Détroit de Géorgie en Colombie-Britannique.

## Géographie
Comme toutes les îles Gulf, les îles Pender ont un climat sub-méditerranéen. Elles ont de nombreuses terres agricoles, des collines boisées, des lacs, des criques et de nombreuses plages. Elles sont composées de deux îles, l'île du Nord et l'île du Sud, séparées par un étroit canal créé en 1903 à la suite d'un drainage. 

## Histoire
Elle a d'abord été habitée par les Salish de la côte dont il reste une réserve indienne à Hay Point dans l'île du Sud. En 1791, Francisco de Eliza visite l'île et la nomme Ysla de San Eusevio. Elles doivent leur nom à George Henry Richards qui les a baptisées en l'honneur du Capitaine Daniel Pender (en) qui a étudié les côtes de la Colombie-Britannique de 1857 à 1870. 
Les premiers résidents permanents s'y installe en 1886. 

## Galerie

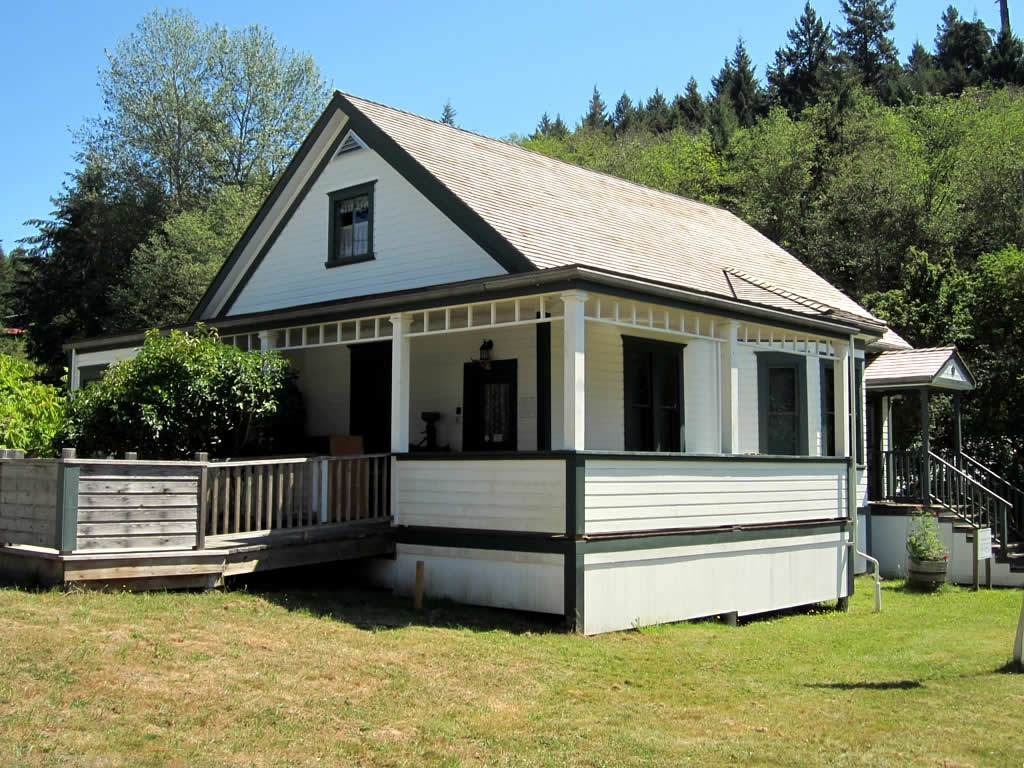
Musée des îles Pender
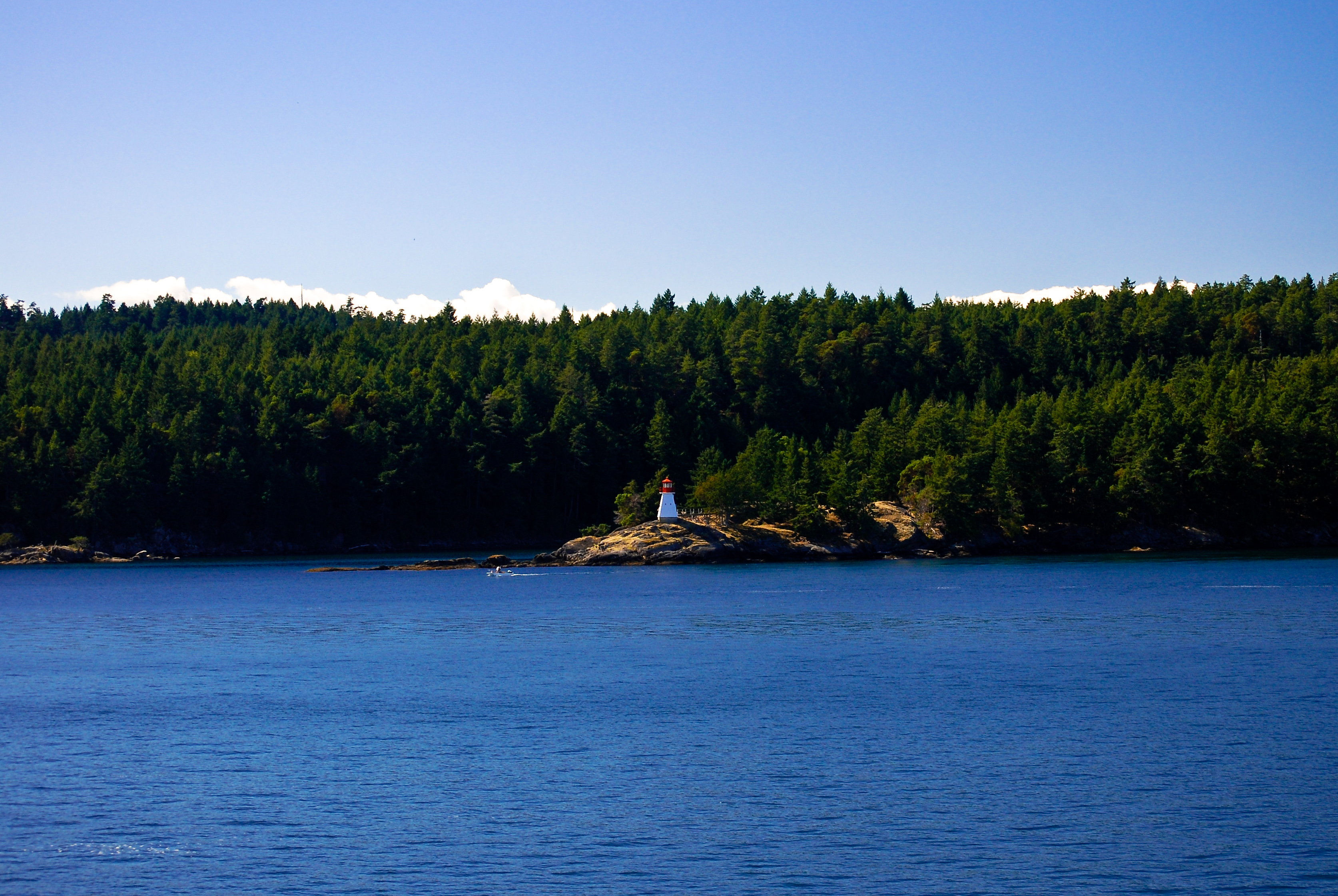
Le phare
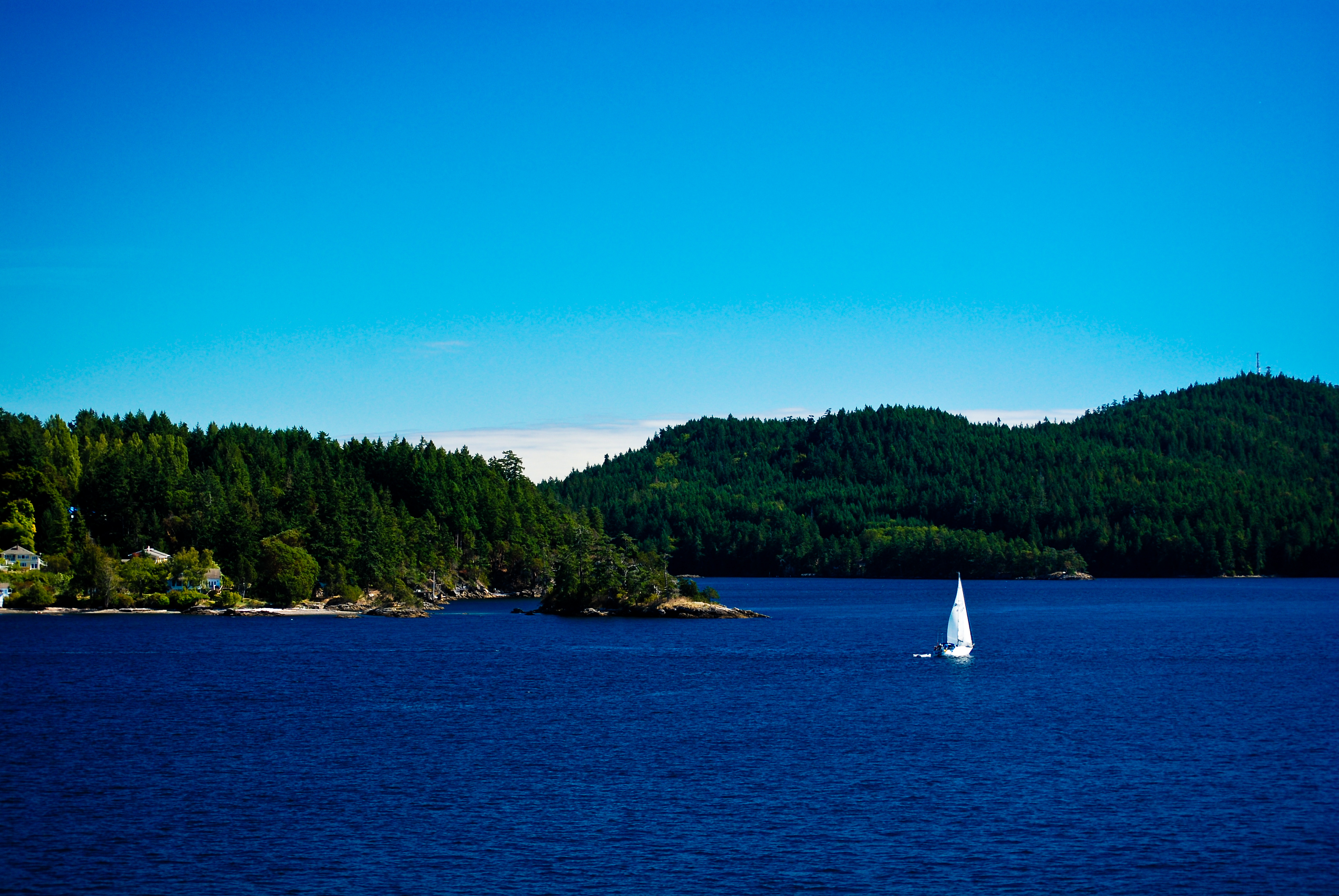
Voilier devant l'île
Vue panoramique
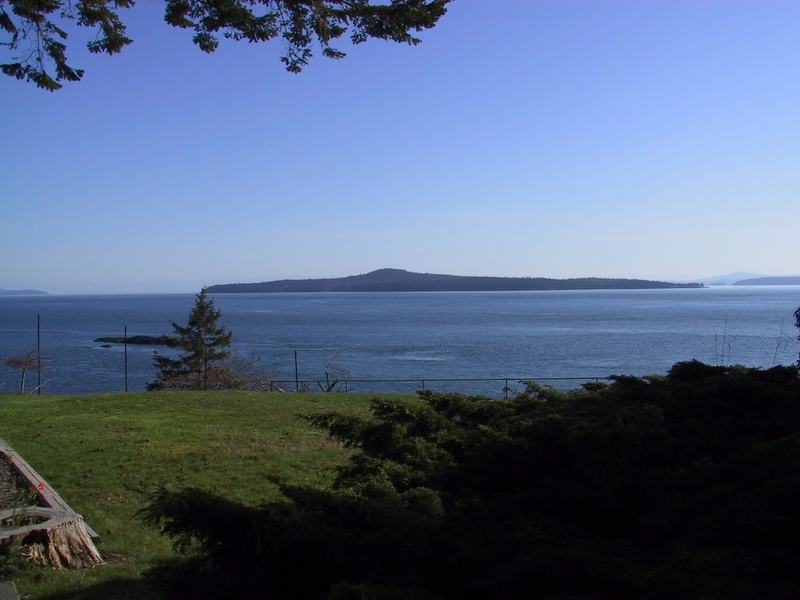
Vue diverse
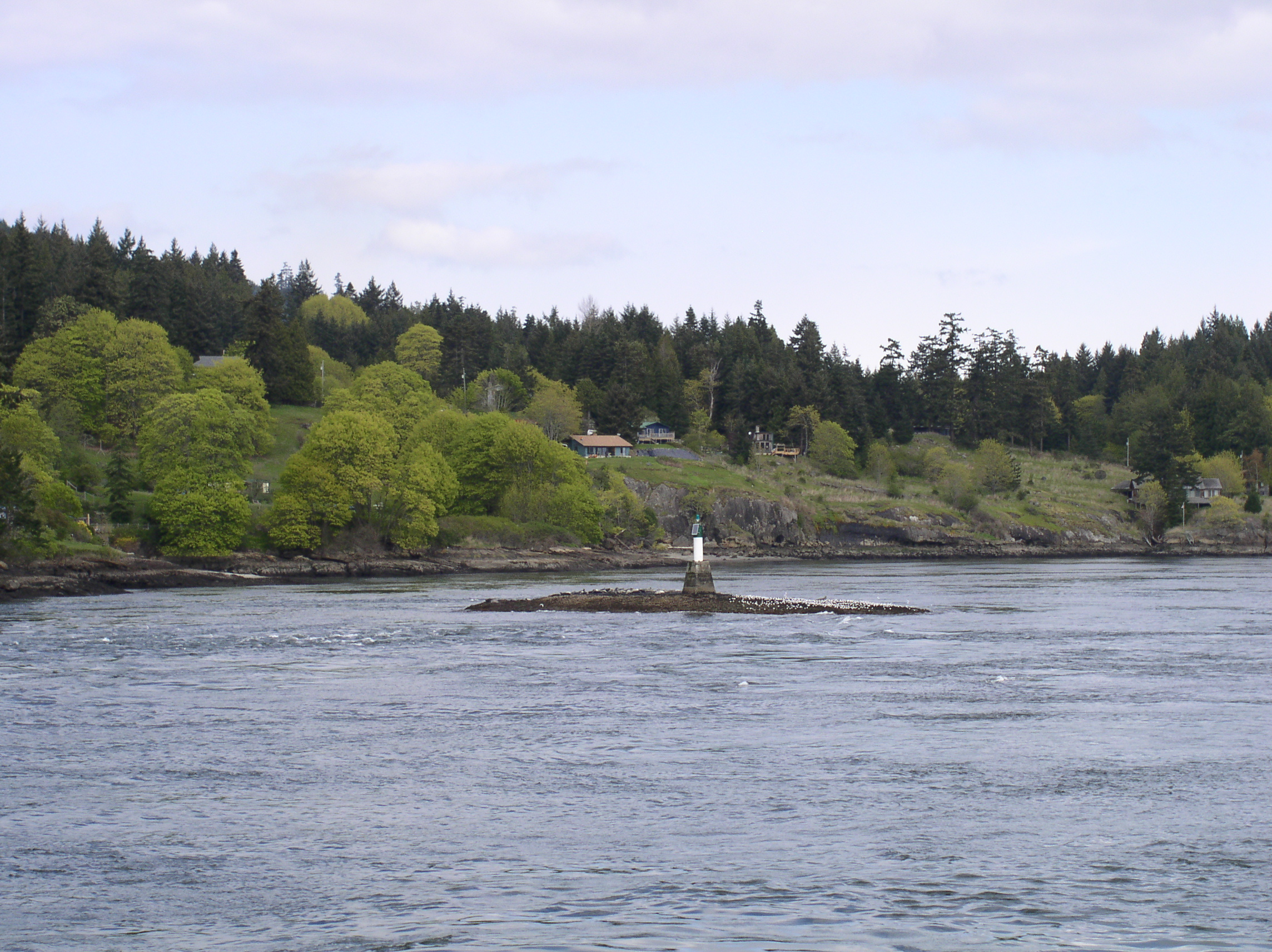
Vue diverse
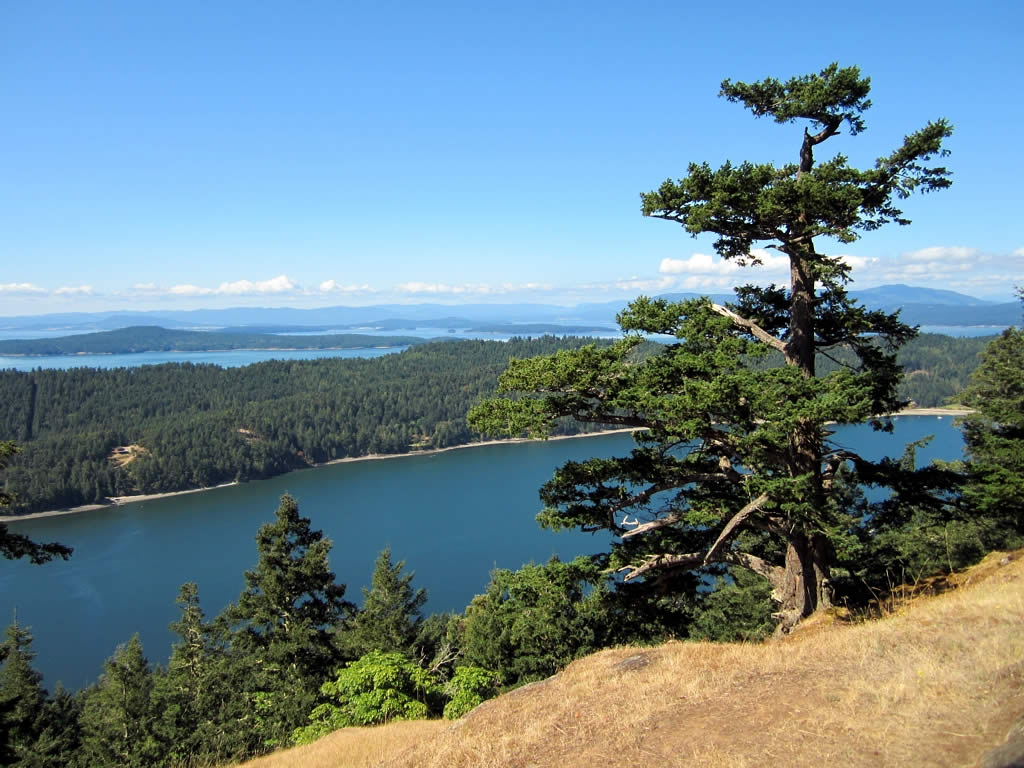
Vue de l'île du Nord